# Svetovni dan učiteljev
Svetovni/Mednarodni dan učiteljev obeležujemo 5. oktobra. Odločitev o tem dnevu je bila sprejeta na Mednarodni konferenci o izobraževanju leta 1993 v Ženevi zato, ker je bil na ta dan leta 1966 na medvladni konferenci v organizaciji UNESCO in Mednarodne organizacije dela (ILO) sprejet dokument Priporočila o položaju učiteljev, ki je veljaven še danes. Priporočila jasno določajo pravice in dolžnosti vzgojiteljev in učiteljev ter govorijo o položaju, ki bi ga le-ti glede na zahtevnost dela morali imeti v družbi. Opredeljujejo tudi odgovornost vlad, ki naj učiteljem in njihovim organizacijam omogočijo sodelovanje pri odločanju o zanje pomembnih vprašanjih. Od takrat imajo na več šolah poseben program za 5. oktober.